# Tekken (serie)

Tekken 3

Tekken è una serie di videogiochi picchiaduro sviluppati e pubblicati da Namco a partire dal 1994.
Nata inizialmente come serie per cabinati arcade, successivamente sono uscite versioni anche per PlayStation, PlayStation 2, PlayStation 3, PlayStation 4, PlayStation 5, Xbox 360, Xbox One, Xbox Series X/S, Game Boy Advance, Nintendo 3DS, Nintendo Wii U e Microsoft Windows.

## Storia
La serie di Tekken è uno dei primi franchise di picchiaduro in 3D, con il primo videogioco uscito due anni dopo Virtua Fighter. Esistono nove sequel: Tekken 2, Tekken 3, Tekken Tag Tournament, Tekken 4, Tekken 5, Tekken 6, Tekken Tag Tournament 2, Tekken 7, Tekken 8. Sono stati prodotti altri videogiochi dedicati alla serie: un aggiornamento di Tekken 5 per la PSP intitolato Tekken 5: Dark Resurrection, un ulteriore aggiornamento per la PS3 (chiamato dai fan Tekken 5.1) e uno spin-off dal titolo Tekken's Nina Williams in: Death by Degrees. La serie di Tekken include, inoltre, anche Tekken Advance (una versione di Tekken 3 per GBA), che è stata prodotta per Nintendo Game Boy Advance nel 2001. Tuttavia, la Namco non ha prodotto ulteriori versioni per GBA per un accordo esclusivo per PlayStation.

## Caratteristiche
Tekken è il nome del torneo di arti marziali in cui si cimentano i protagonisti, che ambiscono al titolo di "The King of Iron Fist Tournament".
Come con la maggior parte dei picchiaduro, i giocatori scelgono un personaggio da uno schieramento e lo impiegano in un combattimento corpo a corpo contro un avversario. Tekken è principalmente una serie di competizione tra due giocatori; un giocatore umano può però combattere contro un personaggio mosso dalla console stessa per allenamento o per svago.
Nel gioco originale di Tekken, i personaggi combatterebbero in un'arena. Il nome del luogo era mostrato in fondo ad un angolo in basso a destra dello schermo. I luoghi erano Angkor Wat, Szechwan, Monument Valley, Chicago, Kyoto, Figi, Lago di Windermere, Venezia, Akropolis, Isola di re Giorgio e Chiba Marine Stadium. I giochi successivi non portano più il nome del luogo sullo schermo. Successivamente, da Tekken 4 in poi, i personaggi non avranno più un loro stage, eccetto i boss.
Riguardo certi aspetti, Tekken è differente dagli altri picchiaduro. I picchiaduro tradizionali sono usualmente giocati con tasti che corrispondono alla potenza dell'attacco, come un pugno forte o un calcio debole. Tekken, invece, dedica un tasto ad ogni arto del personaggio, facendo imparare attacchi speciali con un processo intuitivo. I giochi picchiaduro tradizionali, come Street Fighter, comportano l'inserimento dei comandi quanto più rapidamente e accuratamente possibile, invece Tekken rallenta l'azione enfatizzando ritmo, strategia e l'inganno oltre alla velocità.
I giochi Tekken sono popolari nella comunità di arti marziali grazie innanzitutto al fatto che molte tecniche dei personaggi possono essere trovate nelle arti marziali reali. Tuttavia, ci sono dubbi sull'accuratezza degli stili di alcuni personaggi. Per esempio, prima dell'uscita del gioco, si diceva che il personaggio Paul Phoenix usasse degli stili integrati di arti marziali basati sul Jūdō, nonostante il judo non permetta calci o pugni, specialmente durante le competizioni. In modo simile, il personaggio Marshall Law è descritto come praticante di arti marziali, che non è una disciplina specifica. Esistono somiglianze tra Marshall Law e Bruce Lee nell'aspetto e, come è annunciato ufficialmente, anche Law praticherebbe il Jeet Kune Do come Lee; anche in questo caso, la realtà del JKD è totalmente diversa. In effetti, la Namco non ha puntato tanto alla realtà degli stili, quanto a renderli più simili possibili ai combattimenti veri.
I personaggi Paul Phoenix e Yoshimitsu sono apparsi in tutti i giochi Tekken.
I personaggi King e Kuma sono apparsi anch'essi in tutti i capitoli ma interpretati da due personaggi differenti.
Il videogioco Tekken condivide delle meccaniche di gioco con altri picchiaduro della Namco, per esempio Soulcalibur (l'erede di Soul Blade).

## Modalità
- Arcade Mode: la modalità più famosa. Il personaggio selezionato combatte una serie di incontri, percorrendo la sua storia personale e concludendo il torneo con la sconfitta di un boss finale.

In Tekken 4 venne aggiunta la Modalità Storia. Simile alla Modalità Arcade, essi aggiungeva anche un filmato iniziale riguardante il personaggio scelto. La Modalità Arcade apparve comunque tra le modalità di gioco ma stavolta molto più simile alla versione del cabinato, e questo tipo di Modalità fu poi riaggiunta in Tekken 6. In Tekken 5 e in Tekken 5: Dark Resurrection invece la Modalità Arcade consiste in una serie illimitata di battaglie al solo scopo di "alzare di grado" un personaggio attraverso le vittorie, secondo una graduatoria simile a quella delle arti marziali.
- VS Mode: qui è possibile disputare degli scontri singoli a due giocatori, combattendo contro un amico reale.
- Team Battle Mode: è simile alla Versus, ma disputabile anche da un solo giocatore. In essa è possibile formare una squadra di un massimo di otto personaggi, che si subentreranno via via che verranno sconfitti: il primo giocatore che vede l'intera squadra sconfitta perde la partita.
- Tag Battle Mode: è presente in Tekken Tag Tournament e Tekken Tag Tournament 2. All'inizio del combattimento vengono scelti due combattenti anziché uno, lottatori tra loro intercambiabili.
- Time Attack Mode: modalità simile all'Arcade/Story, ma senza cenni alla storia dei personaggi. Lo scopo è di completare tutti i match nel minor tempo possibile. Ha molte similitudini con la versione da cabinato.
- Survival Mode: modalità a combattimenti illimitati. L'energia del personaggio selezionato non si rigenera al termine di una battaglia; lo scopo è quindi vincerne il più possibile.
- Tekken Ball Mode: presente solo in Tekken 3 e in Tekken Tag Tournament 2 (nella versione Wii U), è una sorta di partita di beach volley in cui si deve colpire con forza la palla per "caricarla"; se l'avversario non riesce a respingerla, venendone colpito oppure lasciandola cadere, subisce dei danni.
- Tekken Bowl Mode: presente in Tekken Tag Tournament e Tekken 5: Dark Resurrection, è un gioco del bowling in cui combattenti si sfidano. Impostato come un bowling reale, si può decidere di giocare con qualsiasi personaggio, potendo decidere angolazione e potenza del tiro.
- Tekken Force Mode: presente in Tekken 3 e Tekken 4, è un picchiaduro a scorrimento vecchio stile, in cui si devono affrontare molti nemici di piccolo calibro (ed ogni tanto boss più potenti), con visuale laterale e facendo attenzione a tempo ed energia.
- Tekken Devil Within: presente solo in Tekken 5, si vestono i panni di Jin in una sorta di picchiaduro a scorrimento 3D, con visuale alle spalle e controlli molto diversi rispetto al gioco normale. Alla fine ci si scontrerà con un boss per ciascuno dei cinque livelli.
- Tekken Dojo: in questa modalità, presente in Tekken 5: Dark Resurrection, si dovranno affrontare lunghe serie di combattimenti organizzate per "dojo", ovvero per gruppi.
- Gold Rush Mode: modalità presente in Tekken 5: Dark Resurrection, presenta come scopo quello colpire l'avversario in un lasso di tempo più breve possibile.
- Comand Attack Mode: presente in Tekken 4 (chiamato ai tempi come Training) e Tekken 5: Dark Resurrection, è una sorta di gara di velocità: è necessario infatti eseguire i comandi visualizzati a schermo nel minor tempo possibile.
- Practice Mode: modalità creata con lo scopo di allenamento, in cui l'avversario è immobile. In essa è possibile prendere confidenza con i vari comandi e combo.

## Videogiochi
- Tekken - Arcade, PlayStation (1994/1995)
- Tekken 2 - Arcade, PlayStation (1996)
- Tekken Card World - Arcade (1997)
- Tekken 3 - Arcade, PlayStation (1998)
- Tekken Card Challenge - WonderSwan (1999)
- Tekken Tag Tournament - Arcade, PlayStation 2 (1999)
- Tekken Advance - Game Boy Advance (2001)
- Tekken 4 - Arcade, PlayStation 2 (2002)
- Tekken 5 - Arcade, PlayStation 2 (2005)
- Tekken 5: Dark Resurrection - Arcade, PSP (2005, 2006)
- Tekken 5: Dark Resurrection Online - PlayStation 3 (2007)
- Tekken 6 - Arcade (2007)
- Tekken 6: Bloodline Rebellion - Arcade, PlayStation 3, Xbox 360, PSP (2009)
- Tekken Tag Tournament 2 - Arcade, PlayStation 3, Xbox 360, Wii U (2011)
- Tekken 3D: Prime Edition - Nintendo 3DS (2012)
- Tekken Card Tournament - iOS, Android, Browser (2013)
- Tekken Revolution - PlayStation 3 (2013)
- Tekken 7 - Arcade, Microsoft Windows, PlayStation 4, Xbox One (2017)
- Tekken Mobile - Android, iOS (2018)
- Tekken 8 -  Microsoft Windows, PlayStation 5, Xbox Series X/S (2024)

## Personaggi

### Vincitori
- Tekken: Kazuya Mishima. Batterà in finale Heihachi Mishima, e nel suo finale getterà il padre in un burrone come quest'ultimo fece con lui da piccolo.
- Tekken 2: Heihachi Mishima. Batterà in finale Kazuya Mishima e assumerà il controllo della Mishima Zaibatsu. Inoltre, getterà Kazuya all'interno di un vulcano in eruzione.
- Tekken 3: Jin Kazama. Il vero vincitore del torneo è in realtà Paul Phoenix, il primo a raggiungere il tempio e a sconfiggere Ogre. Tuttavia, Jin raggiunge il tempio in un secondo momento e incontra nuovamente il mostro, stavolta in forma di True Ogre. Sconfiggendolo una seconda volta, Jin sottrae ingiustamente la vittoria a Paul.
- Tekken 4: Jin Kazama. Heihachi Mishima batte il figlio Kazuya in finale, ma il finale vero spetta a Jin Kazama, in quanto, dopo la conclusione del torneo, questi si libera dalle catene e affronta prima Kazuya e poi Heihachi. Trasformatosi di nuovo nella sua forma Devil, Jin è sul punto di uccidere il nonno, ma un'allucinazione di sua madre lo fa rinsavire e tornare buono, portandolo così a risparmiare gli odiati parenti.
- Tekken 5: Jin Kazama. Batterà Jinpachi Mishima, e nel suo finale, come il premio che era in palio, diventerà il capo della Mishima Zaibatsu.
- Tekken 6: Lars Alexsandersson. Batterà Jin nel tempio di Azazel, prima che questo si suicidi per uccidere Azazel. Il vero finale, infatti, è quello della modalità Campagna: Jin ucciderà Azazel e al contempo si toglie la vita, l'unico modo per ucciderlo e allo stesso tempo di liberarsi dal gene del diavolo. Eppure, Jin viene ritrovato vivo nel deserto da Raven, ancora in possesso del gene del diavolo.
- Tekken 7: Kazuya Mishima. Anche se il torneo verrà annullato, Kazuya vincerà lo scontro all'ultimo sangue contro Heihachi su un'isola vulcanica. Dopo aver avuto la meglio, Kazuya getta nella lava il padre.
- Tekken 8: Jin Kazama. Anche se il torneo verrà annullato, Jin sconfiggerà suo padre Kazuya Mishima ma decide di risparmiarlo. Mentre guarda il sole all'orizzonte sulla cima di un burrone, vede una colomba che lo conduce vicino ad un fiore. Raccogliendolo, ringrazia sua madre Jun Kazama prima di andarsene.

## Altri media
- Heihachi Mishima appare come "guest star" in Soulcalibur II (solo nella versione per PS2) e Soulcalibur II HD (PS3) e nel videogioco per PlayStation 3/PS Vita PlayStation All-Stars Battle Royale (in quest'ultimo insieme a Kuma nelle vesti di sostenitore).
- Una tipologia di Yoshimitsu appare come personaggio giocabile in tutti i Soulcalibur (sono personaggi diversi che hanno in comune il nome e lo stile di combattimento), eccetto Soulcalibur Legends (Wii).
- Paul Phoenix e Marshall Law compaiono come personaggi segreti in Urban Reign (PS2)[14].
- Heihachi Mishima, Eddy Gordo e Yoshimitsu appaiono come "guest star" in Anna Kournikova's Smash Court Tennis, un videogioco tennistico targato Namco per PS1.
- Lars Alexandersson, nel suo costume ideato dall'autore di Naruto, Masashi Kishimoto, per Tekken 6, è presente nel videogioco Naruto Shippuden: Ultimate Ninja Storm 2 (PS3 e Xbox 360). Sarà sbloccato automaticamente quando il giocatore raggiungerà e/o supererà i 600000 Storm Points.
- Nina Williams ha un videogioco tutto suo, Death by Degrees (PS2), in cui compaiono anche sua sorella Anna e Heihachi Mishima.
- In Hyperdimension Neptunia Victory (PS3), è presente il personaggio bonus Tekken-chan, selezionabile solo dopo averla acquistata su PlayStation Store. Essa è presente anche in Hyperdimension Neptunia Re;Birth 1 (a partire dal capitolo 7), Hyperdimension Neptunia Re;Birth 2 (a partire dal capitolo 5) e Hyperdimension Neptunia Re;Birth 3 (scaricabile gratuitamente da PS Store) (tutti e tre per PS Vita).
- In Ace Combat: Assault Horizon (PS3), sono presenti livree per aerei bonus a tema Tekken raffiguranti Jin, Kazuya, Xiaoyu e Alisa (selezionabili solo dopo averle acquistate su PlayStation Store).
- In Smash Court Tennis Pro Tournament 2 (PS2) sono sbloccabili Heihachi Mishima e Ling Xiaoyu come personaggi bonus, insieme a Raphael e Cassandra della serie Soulcalibur (anch'essa targata Namco).
- In Soulcalibur V (PS3) è possibile creare personaggi con il set di mosse di Devil Jin. Inoltre è possibile creare personaggi con gli abiti di King, Jun, Asuka, Jin, Xiaoyu e Panda (di quest'ultimo solo la testa è disponibile). Questi abiti devono essere acquistati su PlayStation Store ma, per utilizzarli,  è necessario scaricare i pacchetti di compatibilità Cepheus (scaricabili gratuitamente su PlayStation Store).
- In Queen's Gate Spiral Chaos (PSP), Lili è un personaggio sbloccabile.
- Lili e Sebastian appaiono anche in Digimon World Re:Digitize (PSP)[15] e Digimon World Re:Digitize Decode (3DS)[16].
- Tiger e Heihachi sono personaggi giocabili nel videogioco per GameCube e PS2 Pac-Man Fever, così come Astaroth della serie Soulcalibur.
- Mokujin appare in uno dei livelli del gioco Point Blank 3 (PS1). In un altro livello è possibile notare alcuni bersagli raffiguranti il volto di Heihachi.
- Jin, Xiaoyu, Heihachi e Alisa sono utilizzabili nel gioco Project X Zone per 3DS.
- Jin, Xiaoyu, Heihachi e Kazuya sono utilizzabili nel gioco Project X Zone 2 per 3DS.
- Armor King, Devil Kazuya, Heihachi, Jin, King, Mokujin, Ogre e P.Jack appaiono nel gioco per PS2 Namco X Capcom (tuttavia Devil Kazuya, Ogre e P.Jack appaiono solamente come nemici mentre Mokujin appare solo nella modalità d'allenamento).
- In Ridge Racer Unbounded (PS3/Xbox 360/PC) è possibile acquistare un'auto raffigurante Jin e i loghi della Namco e di Tekken Tag Tournament 2 (tramite PlayStation Store, nel caso della versione per PS3, tramite Xbox Live, nel caso della versione per Xbox 360, o tramite l'acquisto online, nel caso della versione per PC).
- In Ridge Racer 6 (Xbox 360) si può sbloccare, con l'avanzare del gioco, la voce di Heihachi come "voce DJ" (ossia la voce fuori campo).
- In Ace Combat Infinity (PS3) oltre agli aerei a tema Tekken già presenti in Assault Horizon, sono presenti emblemi dei vari personaggi da applicare sui velivoli.
- In Soulcalibur: Lost Swords (PS3) alcuni personaggi non-giocabili utilizzano il set di mosse di Devil Jin. Inoltre, uno dei personaggi non-giocabili indossa i pantaloni blu e gli scarponi gialli di King.
- Su Xbox Live è possibile acquistare elementi di Lei, Armor King, Kazuya, Raven, Lars, Devil Jin, Yoshimitsu e Heihachi per personalizzare l'avatar del giocatore.
- In Soulcalibur Unbreakable Soul (per dispositivi Apple) è possibile ottenere le armi di Yoshimitsu.
- I personaggi di Tekken appaiono anche nei giochi di carte collezionabili Universal Fighting System e Epic Battles.
- Heihachi Mishima ha fatto due apparizioni nel manga di Great Teacher Onizuka (nei volumi 15 e 22) e nel fumetto Don Zauker: Inferno e Paradiso.
- Uno dei DLC di Super Smash Bros. (3DS/WII U) permette di usare il Mii Brawler con la karate gi di Heihachi.
- In Digimon Story: Cyber Sleuth (PS4/PS Vita), al 4º piano di Nakano Broadway, nell'area arcade, sono visibili cartelloni raffiguranti le cover di Tekken e Tekken 2.
- Nell'episodio 4 di Namiuchigiwa no Muromi-san si vede Yeti fare a pezzi, con una katana, un fantoccio di legno assomigliante a Mokujin.
- In LittleBigPlanet 3 (PlayStation 3) e LittleBigPlanet 4 (PlayStation 4) è possibile acquistare, tramite PlayStation Store, pupazzi con le sembianze di alcuni personaggi del mondo Tekken, come Alisa, King o Yoshimitsu.
- Heihachi e Paul sono due personaggi giocabili nel gioco Xevious 3D/G (PlayStation).
- Heihachi, Kazuya, Jin, Xiaoyu, Paul, Armor King appaiono nel gioco King of Fighters ALLSTAR, disponibile su App Store e Google Play gratuitamente.
- Tekken - The Animation - anime che riprende in parte la trama di Tekken e Tekken 2 (1997/1998)
- Tekken - film in live action diretto da Dwight H. Little (2009)
- Tekken: Blood Vengeance - film d'animazione diretto da Yoichi Mori (2011)
- Tekken: Bloodline - serie anime prodotta da Bandai (2022)
- I costumi di alcuni personaggi di Tekken sono disponibili per il gioco "Virtua Fighter 5 Ultimate Showdown".
- La testa di Mokujin è disponibile nel gioco "Little Nightmares 2".
- GOD HAND di "Ehrgeiz" (PS1) possiede mosse di Kazuya, King e Hwoarang. Cloud invece usa la Mishima Demon Scissors.
- Black di "Among Us" usa Electric Wind Grip Fist, copia dell'Electric Wind God Fist della famiglia Mishima.
- Kazuya e Heihachi appaiono in "Astro's Playroom".
- Raidou di "Dead or Alive" usa un montante elettrico con lo stesso input dell'Electric Wind God Fist.
- Il mini-gioco di "Street Fighter 6" è ispirato alla modalità Tekken Ball.
- Il video "Grip & Breakdown" di Touhou è composto da animazioni ispirate ai vari video della serie Tekken.
- Nel gioco Brawlhalla sono stati aggiunti Nina, Yoshimitsu e Devil Jin, oltre ad alcune icone stile Tekken come King e Mokujin.

## Accoglienza
Al 2012 la serie ha venduto 40 milioni di copie in tutto il mondo.
A fine 2013 la serie ha raggiunto la quota di 41 milioni di copie vendute in tutto il mondo.
La rivista Play Generation classificò i Mishima come la seconda famiglia più celebre dei videogiochi usciti su PlayStation 2.
Il 26 maggio 2012 è stato aperto ad Osaka un museo dedicato a Tekken, dove all'interno gli appassionati possono trovare ogni genere di oggetto legato alla serie.